# Klaus Reinhardt (Mediziner)

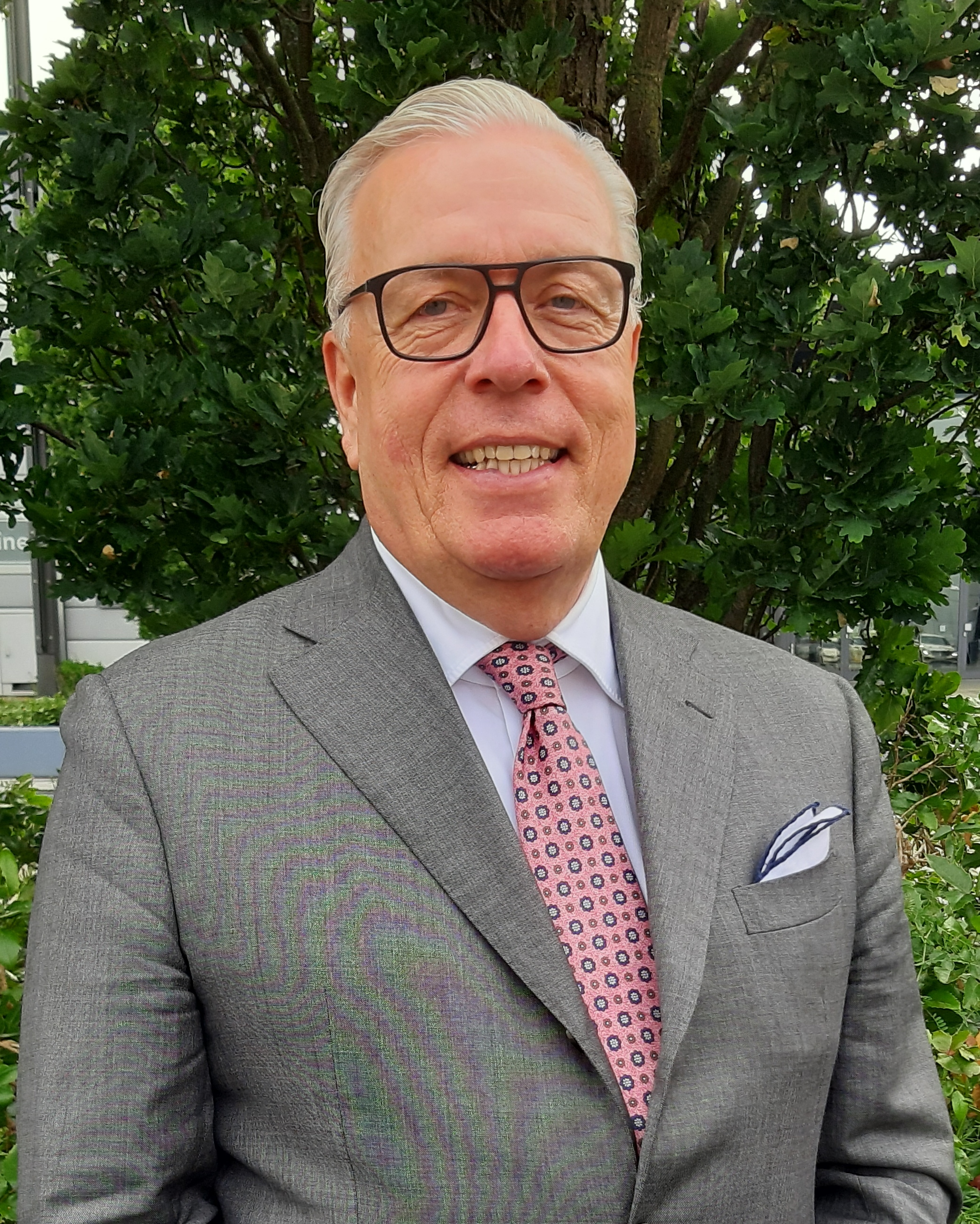
Klaus Reinhardt (2019)

Klaus Reinhardt (* 22. Mai 1960 in Bonn) ist ein deutscher Facharzt für Allgemeinmedizin und seit 2011 Vorsitzender des Hartmannbundes.
Er wurde 2015 Mitglied des Vorstandes der Bundesärztekammer und am 30. Mai 2019 zu deren Präsidenten gewählt.

## Leben
Reinhardt ist das älteste Kind der Ärzte Annemarie und Hans-Joachim Reinhardt. Geboren in Bonn, aufgewachsen seit 1965 in Bielefeld, bestand er 1979 am Ratsgymnasium Bielefeld das Abitur. Er studierte von 1980 bis 1982 an der Rheinischen Friedrich-Wilhelms-Universität Jura und Philosophie und wurde 1981 im Corps Rhenania Bonn recipiert. Von 1982 bis 1989 studierte er an der Universität Padua Medizin. 1990 wurde er im Regierungsbezirk Detmold approbiert. Bis 1994 war er unter anderem an der kantonalen psychiatrischen Klinik Beverin in Graubünden sowie in der Inneren Medizin an der Kantonalklinik Ospedale Civico in Lugano tätig. 1997 erhielt er die Anerkennung als Facharzt für Allgemeinmedizin.
Reinhardt ist seit 2001 Mitglied der Kammerversammlung der Ärztekammer Westfalen-Lippe und seit 2005 Mitglied des Vorstands sowie Vizepräsident. Bei der Bundesärztekammer (BÄK) war er von 2006 bis 2015 Vertreter in der Finanzkommission. Seit 2006 ist er Vertreter in der Deutschen Akademie für Allgemeinmedizin. Er war von Januar 2010 bis 2015 stellvertretender Vorsitzender der Finanzkommission der BÄK und ist seit November 2011 Mitglied und seit 2016 Vorsitzender des Ausschusses GOÄ der BÄK. Reinhardt ist bei der Kassenärztlichen Vereinigung Westfalen-Lippe seit 1997 Mitglied der Vertreterversammlung und war dort von 2001 bis 2005 Mitglied im Ausschuss Qualitätssicherung und Qualitätsmanagement sowie von 1997 bis 2005 Mitglied im Finanzausschuss. Seit 2005 ist er Mitglied im Ausschuss für Honorarverteilung, seit 2017 dessen Vorsitzender. Seit 2005 ist Reinhardt Vorsitzender des Hartmannbundes Westfalen-Lippe. Ebenfalls seit 2007 ist er Vorstandsmitglied des Landesverbandes der Freien Berufe NRW. 2009 wurde er stellvertretender Bundesvorsitzender des Hartmannbundes. Seit dem 28. Oktober 2011 ist er Bundesvorsitzender des Hartmannbundes. Seit 2015 ist er vom Deutschen Ärztetag gewähltes Mitglied des Bundesärztekammervorstandes. Reinhardt ist als Facharzt für Allgemeinmedizin und Hausarzt in Bielefeld niedergelassen. Er ist seit 1991 verheiratet mit Alexandra Simons-Reinhardt und Vater von vier Kindern.
Am 30. Mai 2019 wurde er in Münster auf dem 122. Deutschen Ärztetag zum neuen Präsidenten der Bundesärztekammer gewählt. Er setzte sich im dritten Wahlgang mit 124 zu 121 Stimmen durch gegen Martina Wenker, Präsidentin der Ärztekammer Niedersachsen. Im Mai 2023 wurde er im Amt bestätigt, nachdem er sich mit 125 zu 122 Stimmen gegen seine Mitbewerberin um das Präsidentenamt Susanne Johna durchsetzen konnte.

## Positionen

### Nachbarschaftshilfe in der Medikamentenversorgung
Reinhardt rief im Dezember 2022 die Bevölkerung dazu auf, angesichts der wachsenden Arzneimittelknappheit und der aktuellen Infektionswelle sich gegenseitig mit Medikamenten aus der Hausapotheke auszuhelfen: 

„Jetzt hilft nur Solidarität. Wer gesund ist, muss vorrätige Arznei an Kranke abgeben … Wir brauchen so was wie Flohmärkte für Medikamente in der Nachbarschaft.“

Dafür würden auch Arzneimittel infrage kommen, deren Haltbarkeitsdatum bereits einige Monate abgelaufen sei. Man könne „in der Not zahlreiche Medikamente immer noch gefahrlos verwenden“.
Im selben Zusammenhang äußerte er sich zur kritischen Lage in den Krankenhäusern. Er sagte, hier müssten klare Prioritäten gesetzt werden. Menschen mit schweren Infektionskrankheiten sollten vorrangig behandelt werden. In Hinsicht auf planbare Eingriffe appellierte er an Patienten, „vier bis sechs Wochen die Zähne zusammenzubeißen, wenn das irgend möglich ist“.
Reinhardts Position zum Thema Flohmärkte wurde kritisch kommentiert:

„Während die Apotheken mitten in Vorweihnachtsgeschäft und Infektionswelle täglich nach neuen Lösungen für die massiven Engpässe suchen, übertrumpfen sich Politiker und Experten mit vermeintlich klugen Vorschlägen, wie das Problem gelöst werden sollte. Die Einlassungen werden immer bescheuerter, den Vogel abgeschossen hat aber ausgerechnet der Präsident der Bundesärztekammer. Seine Aufforderung, selbst abgelaufene Medikamente auf Flohmärkten zu verscherbeln, ist an Peinlichkeit und Ahnungslosigkeit nicht zu überbieten. … Als ob die Versorgungslage im Jahr 2022 in Deutschland nicht per se schlimm genug wäre: Der wichtigste Ärztevertreter des Landes erklärt sie gewissermaßen zur Normalität, indem er mit seiner Idee die Grundsätze des sicheren Arzneimittelverkehrs über Bord wirft. Die Umstellung auf Schattenwirtschaft wäre ein Offenbarungseid.“

In einer Pressemitteilung reagierte ABDA-Präsidentin Gabriele Regina Overwiening „mit großer Bestürzung“ auf den Vorschlag Reinhardts. So treibe man Menschen in gefährliche Arzneimitteleinnahmen, löse aber keine Lieferengpässe.
Thomas Benkert, Präsident der Bundesapothekerkammer, reagierte mit Unverständnis:

„Arzneimittel gehören in Apotheken, nicht auf den Flohmarkt – schon gar keine abgelaufenen Arzneimittel. Es schockiert mich, dass der Präsident der Bundesärztekammer Derartiges öffentlich vorschlägt. Verfallene Arzneimittel können die Gesundheit der Patientinnen und Patienten massiv gefährden, ganz abgesehen von haftungsrechtlichen Fragen. Zudem steht die Gesetzeslage dem klar entgegen und die aktuelle Situation eignet sich nicht für Populismus.“

Weitere Vertreter von Apothekerverbänden reagierten entsetzt, darunter Tatjana Zambo, Präsidentin des Landesapothekerverbands Baden-Württemberg, Thomas Rochell, Vorsitzender des Apothekerverbandes Westfalen-Lippe, Martin Braun, Präsident der Landesapothekerkammer Baden-Württemberg, und Ursula Funke, Präsidentin der Landesapothekerkammer Hessen. Thomas Preis, Vorstand des Apothekerverbands Nordrhein, erklärte im Interview, warum man keine Medikamente weitergeben sollte.

### Böllerverbot
Im Dezember 2022 hat sich Reinhardt für ein „dauerhaftes und umfassendes“ Böllerverbot ausgesprochen. Die „ungeregelte Knallerei“ sei „schlecht für Umwelt und Klima und führt immer wieder zu schweren Verletzungen“.

### Kritik an der Maskenpflicht während der COVID-19-Pandemie
Reinhardt äußerte sich in der ZDF-Talkshow Markus Lanz kritisch zur alltäglichen Maskenpflicht während der COVID-19-Pandemie und verglich diese mit einem „Vermummungsgebot“. Er behauptete über Alltagsmasken, dass es „keine wissenschaftliche Evidenz für deren Wirksamkeit [gebe]“. Als der Moderator Markus Lanz nachfragte „Ernsthaft?“, antwortete er, „[d]as [sei] [s]eine persönliche Auffassung, zu der [gebe] es auch wissenschaftliche Studien.“ Er möchte sich jedoch „auf gar keinen Fall in diesen Maskenkrieg einmischen“. Für seine Äußerungen bekam er starken Widerspruch aus seinen eigenen Reihen wie zum Beispiel von Karl Lauterbach und Susanne Johna (Vorsitzende des Marburger Bunds). Zwei Tage nach der Sendung äußerte er Bedauern über seine Äußerungen und erklärte: „Die aktuelle Evidenz aus vielfältigen Studien spricht für einen Nutzen des Mund-Nasen-Schutzes.“

## Auszeichnungen
- 2025: Harald-Titze-Medaille[14]